# La Fortaleza (La Gomera)
La Fortaleza (de Chipude) ist ein prominenter Tafelberg in der Gemeinde Vallehermoso der Kanareninsel La Gomera. Er bildet den Kern eines Naturschutzgebiets und ist wegen seiner Baureste aus vorspanischer Zeit als geschütztes Kulturgut ausgewiesen.

## Lage
Der Berg liegt im Südwesten der zentralen Hochebene La Gomeras, etwa drei Kilometer westlich des Alto de Garajonay, des mit 1485 m Höhe über dem Meeresspiegel höchsten Gipfels der Insel. La Fortaleza befindet sich auf dem Grat zwischen den Schluchten Barranco de Iguala im Westen und Barranco de Erques im Osten. In der Nähe befinden sich die Weiler Pavón und La Dehesa. Durch beide verläuft am westlichen Fuß des Bergs die Regionalstraße CV-17 von Pajarito nach La Dama. Der Berg bildet das Zentrum des 53,2 Hektar großen Naturschutzgebiets Monumento Natural de La Fortaleza.

## Geologie
La Fortaleza ist ein in der jüngsten vulkanischen Phase La Gomeras vor ca. 4,36 Millionen Jahren entstandener Kryptodom, dessen Magma nicht bis an die Oberfläche drang, sondern im Vulkanschlot zu Phonolith erstarrte. Aufgrund seiner größeren Verwitterungsresistenz widerstand er der Jahrmillionen dauernden Erosion besser als die Gesteinsschichten seiner Umgebung. Die innere Struktur des Berges wird besonders an seiner stark erodierten Ostflanke sichtbar.
Heute fällt der Berg in alle Richtungen fast vertikal ab. Der einzige Zugang zum 300 Meter langen und bis zu 200 Meter breiten Plateau befindet sich an seiner Nordseite. An der Südseite von La Fortaleza gibt es auf halber Höhe eine große Höhle, die Cueva de San Blas.

## Flora und Fauna
La Fortaleza wird aufgrund seiner Lage und Höhe von feuchten Passatwinden beeinflusst. Die natürliche Vegetation wäre ein ökotonischer Wald im Übergangsbereich zwischen Baumheide-Buschwald und Wacholder-Vegetation. Das Gebiet ist aber stark vom Menschen beeinflusst – das Gipfelplateau wurde in der Vergangenheit als Weide genutzt, und am Westhang des Berges wurden für den Ackerbau Terrassen angelegt. Der ursprünglich vorhandene Wald wurde dabei zerstört.
Die Jahrhunderte währende Nutzung als Weideland hat sowohl der Vegetation als auch der dünnen Bodenschicht auf dem Gipfelplateau Schaden zugefügt. Es wird heute von niedrigem Gestrüpp geringer Dichte dominiert. Dichteres Gestrüpp bedeckt die Hänge am Fuß von La Fortaleza. Die nach Norden und Nordosten exponierten Hänge tragen ein Dickicht aus Baumheide, Sprossendem Zwergginster und Montpellier-Zistrose. Eine gut entwickelte Moos- und Flechtengemeinschaft deutet auf eine erhöhte Feuchtigkeit hin. An den Hängen im Nordwesten und Süden findet man ein Dickicht aus Ginster und Zistrosen. Im Südosten treten zusätzlich Drüsenginster, Feigenkaktus und Agave auf. Bereichert wird die Vegetation durch vereinzelte Gruppen von Mandel-  und Feigenbäumen, die auf alten Terrassen und nicht kultiviertem Land gepflanzt wurden. Darüber hinaus gibt es einige verstreute Eukalyptusbäume und Palmen.
Die Steilhänge von La Fortaleza waren aufgrund ihrer Unzugänglichkeit einem geringeren anthropogenen Druck ausgesetzt. Die Felsflora weist einen hohen Anteil an kanarischen und gomerischen Endemiten auf. Zu nennen sind das zu den Gliedkräutern gehörende Sideritis lotsyi, der Lippenblütler Bystropogon origanifolius,  die Bibernelle Pimpinella junoniae, das Nelkengewächs Polycarpaea filifolia, die Leuchterblume Ceropegia ceratophora und der Gomera-Strandflieder Limonium redivivum. Vereinzelt kommen Euphorbien, Wacholder und der wilde Olivenbaum vor.
Der Berg bietet besonders solchen Tieren einen Lebensraum, die an Klippen oder offenes Buschland angepasst sind. Charakteristisch sind die Felsentaube, der Turmfalke, der Mäusebussard, die Madeira-Fledermaus und der Einfarbsegler. An Reptilien sind die Kanareneidechse, der Südliche Kanarenskink und der Gomera-Gecko vertreten. Das Buschwerk am Fuß von La Fortaleza bietet zahlreichen Vogelarten wie dem Zilpzalp, dem Kanarienvogel, der Amsel, dem Felsenhuhn, der Wachtel und dem Kanarenpieper gute Lebensbedingungen. Hier leben auch halbwilde Ziegen und Schafe. Die größte Artenvielfalt findet man unter den Wirbellosen. 80 % der Käfer und Schnecken sind Endemiten.

## Archäologie
La Fortaleza ist eine der wichtigsten archäologischen Fundstätten La Gomeras. Auf dem Gipfel gibt es zwei Bereiche mit Strukturen aus Trockenmauerwerk, die auf die vorspanische Zeit zurückgehen. Beide befinden sich am östlichen Rand des Plateaus, einer in der Nähe des einzigen Zugangs im Norden, der andere an der Südspitze.
Neben Resten von Wohngebäuden und Weidetierpferchen wurden 25 Opferaltäre gefunden. Diese gibt es in einer einfachen und einer komplexen Ausführung. Die einfachen Altäre sind in der Überzahl. Sie bestehen oft nur aus einem Steinkreis von weniger als einem Meter Durchmesser. Ihr Zentrum ist hohl und bildet den Verbrennungsraum. Sie befinden sich oft über natürlichen Vertiefungen im Felsen. Die komplex gebauten Opferaltäre bestehen aus solidem Mauerwerk und sind deutlich größer, meist zwischen 5 und 13 m lang und 3 bis 6 m breit. Ihr Grundriss ist oval, manchmal auch viereckig. Im Inneren enthalten sie mehrere kreisförmige oder polygonale Verbrennungskammern. In der noch vorhandenen Asche wurden stark fragmentierte Knochenreste von Ziegen und Schafen gefunden, in geringer Zahl auch von Schweinen und Vögeln, dazu die Schalen von Napfschnecken. Die Knochenreste stammen überwiegend von den Schädeln und Extremitäten der Opfertiere. Andere Funde bestehen in Steinmessern, verkohltem Holz und Holzkohle sowie in geringem Ausmaß Keramikscherben. Eine Altersbestimmung mittels Radiokarbonanalyse datiert eine Holzkohleprobe von einem der Altäre auf die Zeit um 470 n. Chr. Als Reste von Hütten wurden mehrere kreisförmige Konstruktionen aus Trockenmauerwerk mit Durchmessern von 2,10 bis 4,00 Metern identifiziert. Daneben gibt es als Pferche interpretierte Bauten mit rechteckigem Grundriss. In den Steilwänden der Fortaleza wurden mehrere zum Teil geplünderte Höhlen gefunden, die von den Altkanariern zur Bestattung Verstorbener genutzt wurden.
Die erste Beschreibung der archäologischen Funde auf der Fortaleza stammt vom Arzt Juan Bethencourt y Alfonso (1847–1913), der den Berg 1874 bestieg und 1881 einen Bericht über seine Funde veröffentlichte. Er sah in der Fortaleza einen heiligen Berg der Gomeros. Dem widersprach der Archäologe Manuel Pellicer Catalán (1926–2018), der 1973 umfangreiche Grabungen auf dem Plateau der Fortaleza durchführte. Er dokumentierte sieben Typen von profanen Bauten wie Wohnhütten, Pferche verschiedener Art und Größe sowie Kombinationen aus beidem. Die Existenz von Bauten ritueller Natur bestritt er. Neuere Interpretationen sehen im Berg eines der religiösen Zentren der altkanarischen Kultur auf La Gomera. Andere Funktionen, wie eine saisonale Beweidung und eine Nutzung als Fluchtburg im Gefahrenfall, werden nicht ausgeschlossen.
Das Plateau und die Steilhänge der Fortaleza wurden 2001 zum geschützten Kulturgut (Bien de Interés Cultural) in der Kategorie Zona arqueológica erklärt und beim spanischen Kulturministerium unter der Nummer RI-55-0000842 registriert.

## Geschichte
In Chroniken aus dem 16. und 17. Jahrhundert wird ein Ort namens Argodey erwähnt, bei dem es sich um den Berg La Fortaleza handeln soll. Der Eroberer Fernando de Castro war auf La Gomera gelandet und hatte den Bruder des Königs Amaluige getötet oder verwundet. Vor dem Zorn der Einheimischen konnte er sich mit seinen Männern auf eine weit vom Meer entfernte sehr hohe Klippe namens Argodey zurückziehen, die nur an einer Seite einen Zugang hatte. Nach zwei Tagen der Belagerung ließ man ihn im Tausch gegen Kleider und Waffen ziehen. Man geht heute davon aus, dass das Ereignis im Jahre 1424 stattfand.

## Tourismus
Als hervorragender Aussichtsberg mit Blick auf den Süden und Westen La Gomeras sowie auf die Nachbarinseln El Hierro und La Palma ist La Fortaleza auch touristisch attraktiv. Wanderer können in Pavón vom Hauptwanderweg GR131 abzweigen und den Berg über einen steilen Pfad ersteigen, an dessen schwierigster Stelle Stufen angelegt sind. Die verschiedenen Aussichtspunkte auf dem Plateau sind durch einen Rundweg miteinander verbunden. Mehrere Anbieter organisieren regelmäßig geführte Wanderungen auf den Berg.